# NGC 248
NGC 248 ist ein Emissionsnebel im Sternbild Tukan. Er wurde am 11. April 1834 von dem britischen Astronomen John Frederick William Herschel entdeckt.
Der Nebel befindet sich in der Kleinen Magellanschen Wolke.